# Ronco Biellese
Ronco Biellese là một đô thị ở tỉnh Biella vùng Piedmont của nước Ý, có vị trí cách khoảng 60 km về phía đông bắc của of Torino và khoảng 3 km về phía đông bắc của of Biella.
Ronco Biellese giáp các đô thị: Biella, Pettinengo, Ternengo, Valdengo, Vigliano Biellese, Zumaglia. It was in the past an important centre of terracotta manufacture.